# 巻き結び

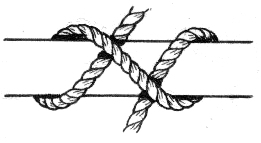
巻き結び

巻き結び（まきむすび）とは、ロープを芯に縛り付ける結び方（ヒッチ）のひとつ。英語ではクローブ・ヒッチ（Clove hitch）という。
古くから船舶関連で用いられており、Clove hitchとしてはじめて紹介されたのは1769年のウィリアム・ファルコナーの辞典が最初である。
徳利を吊るすのに用いられたことから徳利結びということもあり、またかこ結びという和名もある。
登山関係ではマスト結び、インク・ノット、船乗り結びなどと呼ばれ、キャンピングでは止め釘結びと呼ばれる。

## 結び方

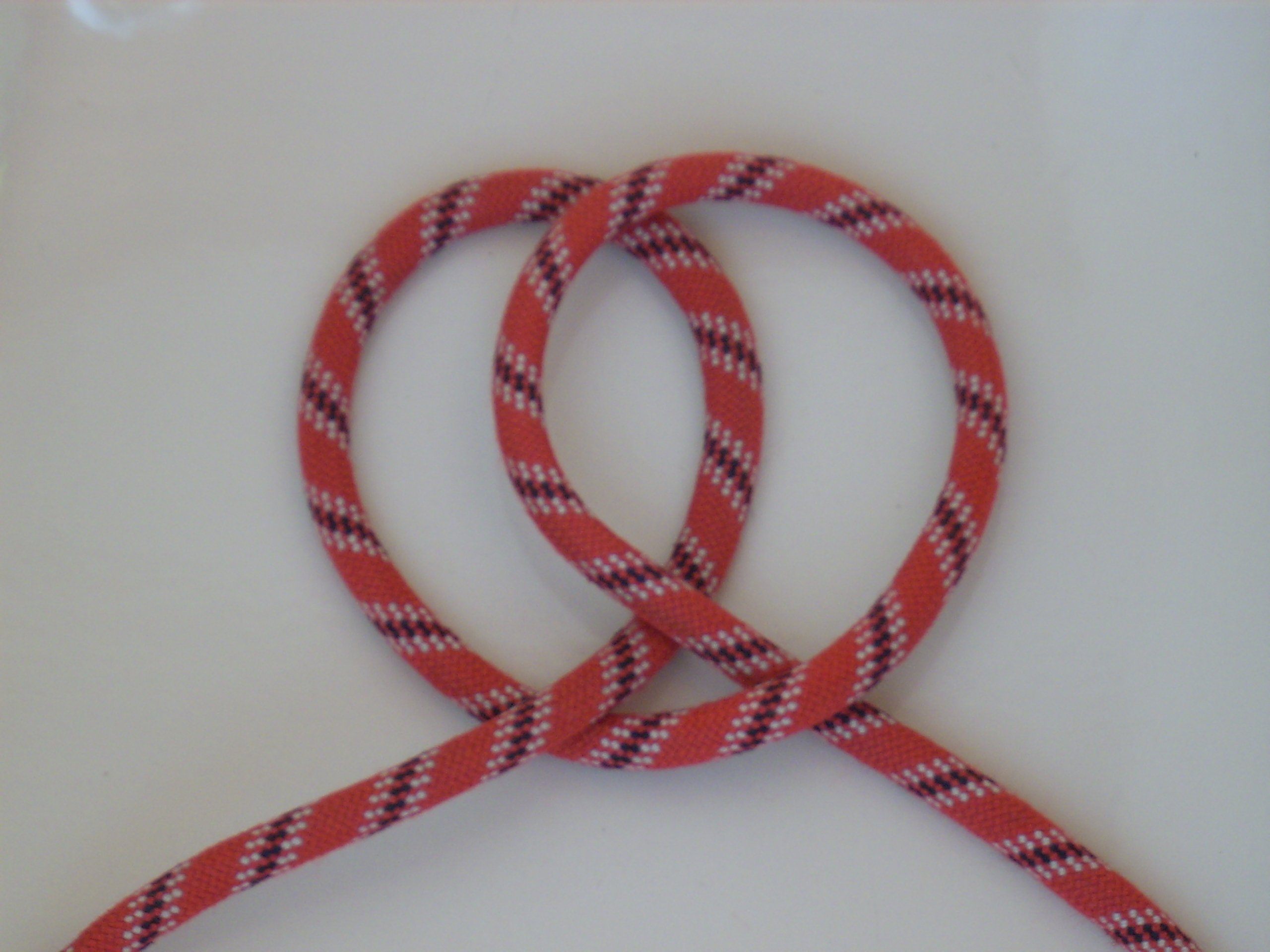
巻き結びのためのループ

巻き結びは、芯に対して同じ向きのひと結びを2度施して得られる（異なる向きのひと結びを施した場合はひばり結びとなる）。
閉鎖芯に対しては動端を芯の周りを2周させて結ぶが、開放芯の場合は右図のように同じ向きのループを2つつくりそれらを重ねて芯に通せばよい。

## 特徴・用途

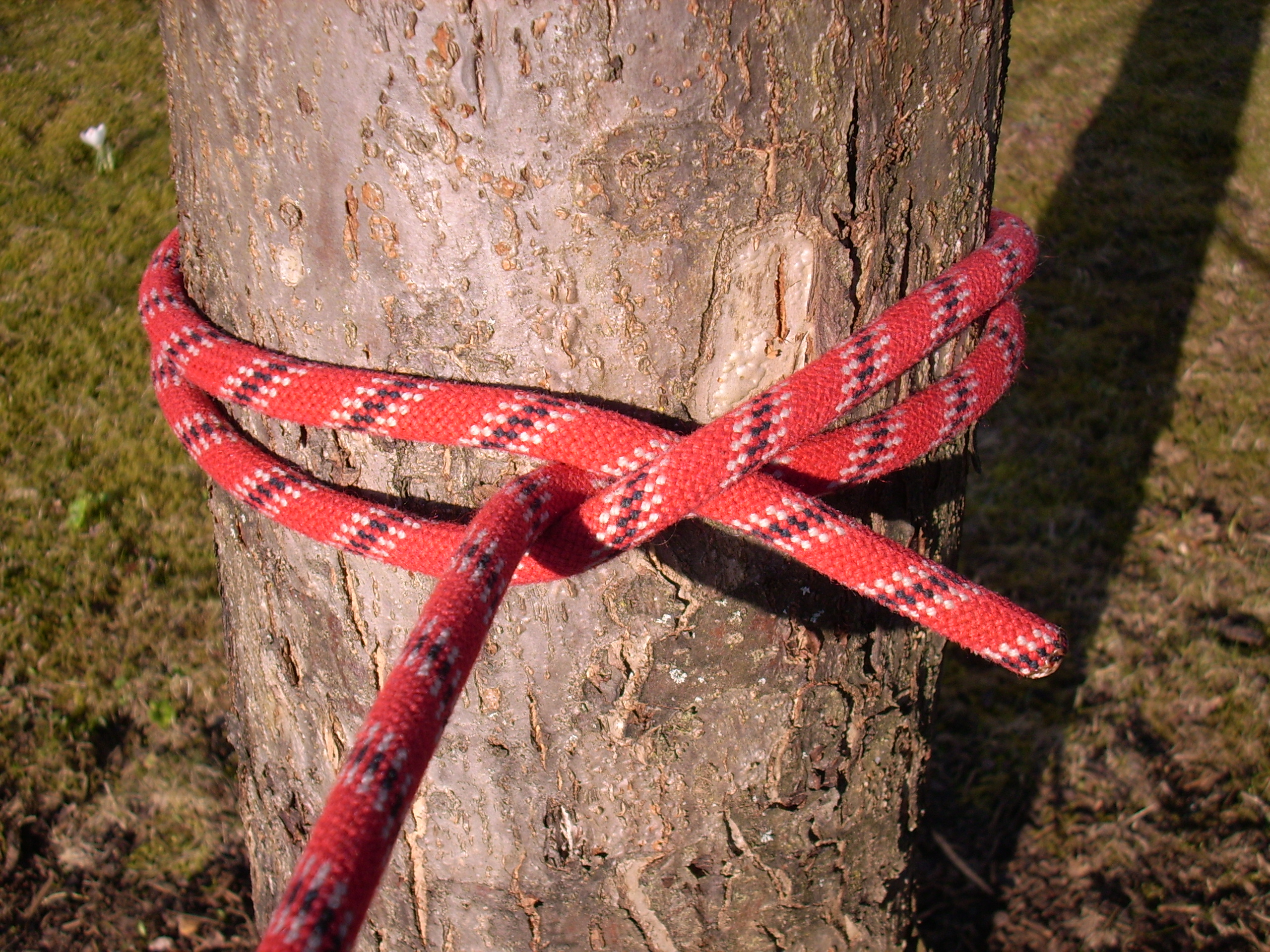
木に施した巻き結び

巻き結びを施したロープの強度は、結んでいないロープの60～75%程度とされ、水に濡れると解きにくくなる・芯に対して回る方向にロープに荷重がかかるとほどけやすいといった欠点がある。
しかし、簡単に結ぶことができ、（濡れなければ）解くのも容易で確実に結んでおけば強度も高いことから、以下のように幅広い用途で用いられている。
- ボートなどを一時的に係留するために使う[6][7]。長時間の係留の場合は後述の多重巻き結びが使われる[8]。
- 箱状のものを紐で十字に縛るとき、交差部に巻き結びを施して丈夫にする[9]。
- テントの支柱を縛るために使う[5]。
- ロープを束ねたあと、両側に巻き結びを施してまとめる[10]。
- 丸太に巻き結びを施してつなげて柵をつくる[11]。

羽根田治は、（一般的にはもやい結びのことを「結び目の王」と表現することが多いが）巻き結びこそ「結び目の王」にふさわしいと述べている。

## 関連する結び目
二重巻き結び
通常の巻き結びのあと、余分にひと結びを施しておく方法で、強度が高まる。さらに何度も巻きを増やすこともでき、その場合は多重巻き結びと呼ばれる。